# Gustavina Carolina de Mecklemburgo-Strelitz
Gustavina Carolina de Mecklemburgo-Strelitz (Neustrelitz, 12 de julio de 1694-Schwerin, 13 de abril de 1748) era hija del duque Adolfo Federico II de Mecklemburgo-Strelitz y de la princesa María de Mecklemburgo-Güstrow.

## Familia
Gustavina Carolina fue la cuarta hija y la menor de los hijos del duque Adolfo Federico II de Mecklemburgo-Strelitz y de su primera esposa, la princesa María de Mecklemburgo-Güstrow. Era una hermana más joven de Adolfo Federico III de Mecklemburgo-Strelitz. A través del tercer matrimonio de su padre, era tía de la reina Carlota del Reino Unido.

## Matrimonio
El 13 de noviembre de 1714, Gustavina Carolina se casó con su primo Cristián Luis de Mecklemburgo-Schwerin,  el tercer hijo de Federico de Mecklemburgo-Grabow y de su esposa, la princesa Cristina Guillermina de Hesse-Homburg. Cristián Luis sucedió como duque de Mecklemburgo-Schwerin en 1747, el año antes de la muerte de Gustavina Carolina.
Tuvieron cinco hijos:
- Federico II (1717-1785), se casó con Luisa Federica de Wurtemberg.
- Ulrica Sofía (1723-1813).
- Luis (1725-1778), se casó con la princesa Carlota Sofía de Sajonia-Coburgo-Saalfeld (1731-1810). Fueron los padres de Federico Francisco I, gran duque de Mecklemburgo-Schwerin.
- Luisa (1730).
- Amelia (1732-1775).